# Ісудзу (крейсер)
Ісудзу (Isuzu, яп. 五十鈴) — легкий крейсер Імперського флоту Японії, який брав участь у Другій світовій війні.
Корабель, який належав до крейсерів типу «Наґара», спорудили у 1925 році на верфі компанії Uraga Dock у Токіо.
16 жовтня 1926-го поблизу Сімоносекі крейсер сів на мілину, після чого наприкінці року був віднесений до резерву (за стандартною в Імперському флоті практикою кораблі на час ремонту вважались у резерві).
З 3 березня 1927-го «Ісудзу» разом з легким крейсером «Сендай» забезпечували японську воєнну присутність у Китаї на річці Янцзи, втім, уже 15 квітня Ісудзу прибув до Йокосуки, де певний час використовувався як навчальний корабель. З 30 листопада 1929-го Ісудзу ніс сторожову службу на військово-морській базі Мако (на Пескадорських островах у південній частині Тайванської протоки), а з 1 грудня 1930-го був переведений у тому ж статусі до ВМБ Йокосука (Токійська затока). Після проходження чергового ремонту з 1 грудня 1932-го крейсер знову повернувся до Мако та ніс тут службу до серпня 1933-го.
З 1 листопада 1933-го «Ісудзу» став флагманським кораблем 7-ї дивізії крейсерів, замінивши тут легкий крейсер «Юра». А з 1 грудня 1936-го Ісудзу став флагманом 1-ї ескадри ескадрених міноносців.
20—25 серпня 1937-го на тлі початку Другої японо-китайської війни Ісудзу взяв участь у доставленні військ до району Шанхаю. Надалі корабель брав участь у патрулюванні біля узбережжя Південного Китаю. З 15 листопада 1939-го крейсер став флагманом 2-ї ескадри ескадрених міноносців, при цьому протягом 1940 року він кілька раз виходив у походи до південнокитайських вод.
З 15 вересня 1941-го Ісудзу перевели до 15-ї змішаної ескадри (флагманом 2-ї ескадри есмінців став легкий крейсер «Дзінцу») і вже 16 вересня корабель відбув з Йокосуки для блокади півдня Китаю. 4 грудня 1941-го Ісудзу вийшов з Амоя для участі в майбутній операції проти британського Гонконгу, який здався 25 грудня. Можливо зустріти вказівки, що в цей період крейсер спільно з есмінцем «Ікадзучі» взяв участь у потопленні канонерських човнів HMS Cicada та HMS Robin. Втім, зазвичай зазначають, що перший з цих кораблів потопила авіація, а другий знищили самі британці, щоб запобігти потраплянню до рук ворога після падіння міста.
До 15 січня 1942-го «Ісудзу» ніс сторожову службу в Гонконзі, а 16 січня прибув до Мако. 26 січня — 3 лютого крейсер супроводжував до Сінгори (наразі Сонгкхла) в одній з найпівденніших провінцій Сіаму конвой з підкріпленнями для японських військ, що вели бої на півострові Малакка, після чого прямував до Гонконгу, де з 8 лютого та до кінця березня ніс сторожову службу, а на початку квітня пройшов короткостроковий доковий ремонт.
10 квітня 1942-го 15-ту ескадру розформували, а Ісудзу включили до 16-ї дивізії крейсерів. Протягом наступних двох місяців Ісудзу ніс службу в Індонезії, де відвідав (деякі не по одному разу) Балікпапан (центр нафтовидобутку на сході Борнео), Макассар (на південно-західному півострові острова Целебес), Сурабаю (на сході острова Ява), Батавію (наразі Джакарта на заході Яви). У травні 1942-го Ісудзу брав участь у операції з осадження гарнізонами Малих Зондських островів, при цьому з 1 травня по 18 червня корабель був флагманом 16-ї дивізії. 20—28 червня Ісудзу прямував до Йокосуки, де до 8 липня проходив короткочасний доковий ремонт.
18—26 липня 1942-го «Ісудзу» перейшов назад до Індонезії, де в наступні кілька діб взяв участь у операції з облоги гарнізонів ряду островів у морі Банда, зокрема крейсер прикривав висадку на острові Танімбар.
1—8 серпня 1942-го Ісудзу пройшов з острова Амбон до південнобірманського порту Мергуй (наразі М'єй на східному узбережжі Андаманського моря), де збиралось крейсерське з'єднання для рейду до Індійського океану. Втім, 7 серпня союзники висадились на сході Соломонових островів, що започаткувало шестимісячну битву за Гуадалканал та змусило японське командування перекидати сюди підкріплення. Рейд скасували і більшість зібраних у Мергуй кораблів вирушила на схід до Океанії. Ісудзу залишився у Південно-Східній Азії та в наступний місяць відвідав тут Сабанг (острівець біля північного завершення Суматри), Пенанг (важлива база на заході півострова Малакка), Макасар, Сурабаю.
9 вересня 1942-го «Ісудзу» прийняв у Сурабаї на борт 460 бійців японської армії та 12 вересня прибув до Батавії, звідки наступної доби вирушив у складі першого ешелону конвою з підкріпленнями для операцій у Меланезії. 20 вересня крейсер прибув до Рабаула (головна передова база в архіпелазі Бісмарка, з якої здійснювались операції на Соломонових островах та сході Нової Гвінеї), а 21—22 вересня перейшов звідси до якірної стоянки Шортленд (прикрита групою невеликих островів Шортленд акваторія біля південного завершення острова Бугенвіль, де зазвичай відстоювались бойові кораблі та перевалювались вантажі для подальшої відправки далі на схід Соломонових островів), де висадив доставлені війська. 25 вересня Ісудзу вирушив з Шортленду до атола Трук у центральній частині Каролінських островів (тут ще до війни створили потужну базу японського ВМФ, з якої до лютого 1944-го провадились операції в цілому ряді архіпелагів), при цьому він був тимчасово обраний як флагманський корабель 2-ї ескадри ескадрених міноносців, оскільки «Дзінцу» ще наприкінці серпня дістав пошкодження та відбув до Японії на ремонт.
11 жовтня 1942-го з Труку вийшло кілька з'єднань японського флоту, які розпочали патрулювання північніше від Соломонових островів у межах підтримки операцій на Гуадалканалі (обстріл аеродрому Гендерсон-Філд, проведення 1-го штурмового конвою до Тассафаронга). Ісудзу та 3 есмінці охороняли при цьому загін адмірала Кондо, який мав 2 лінкори та 4 важкі крейсери. 12 жовтня від нього відокремився загін адмірала Куріти, в який увійшли 2 лінкори, «Ісудзу» та 3 есмінці, а потім до них приєднались 6 есмінців, що вийшли з Шортленду. У перші години 13 жовтня лінкори провели вдалий обстріл аеродрому Гендерсон-Філд, знищивши понад чотири десятки ворожих літаків, після чого загін Куріти повернувся до Кондо. У ніч проти 16 жовтня Ісудзу та 7 есмінців прикривали 2 важкі крейсери, які провели ще одне бомбардування ареодрому. В останній декаді жовтня відбулась битва біля островів Санта-Круз, під час якої все вирішила дуель авіаносців, а надводні сили так і не вступили у бій. 30 жовтня 1942-го кораблі Кондо повернулись на Трук.
3—5 листопада 1942-го Ісудзу разом з есмінцями своєї ескадри супроводжував транспорти з військами із Труку до Шортленду. Невдовзі японське командування організувало масштабну операцію задля доставки підкріплень на Гуадалканал (яка в підсумку вилилась у вирішальну битву надводних кораблів біля острова). При цьому знову планувалось провести обстріл Гендерсон-Філд і в ніч проти 13 листопада це спробував зробити загін адмірала Абе, який мав 2 лінкори та вийшов з Труку. Втім, біля Гуадалканалу загін Абе перестріло американське з'єднання із крейсерів та есмінців, котре зазнало значних втрат, проте зірвало обстріл аеродрому. Як наслідок, був екстрено сформований інший загін для обстрілу аеродрому, що включав 2 важкі та 1 легкий крейсер. Інший загін, до якого включили Ісудзу, мав прикривати виділену для бомбардування групу і включав також 2 важкі крейсери і 2 есмінці. У ніч проти 14 листопада відбувся обстріл Гендерсон-Філд, а вже у денний час при відході від острова японські кораблі стали ціллю для літаків з авіаносця «Ентерпрайз». Унаслідок близьких розривів двох 454-кг бомб на Ісудзу виявились затопленими два котельні відділення, що зменшило максимальну швидкість до 15 вузлів. Також дещо постраждало кермування. Втім, Ісудзу вдалось дійти до Шортленду під охороною есмінця «Асасіо», після чого узялись за аварійне відновлення, допомогу в якому, ймовірно, надавало ремонтне судно «Ямабіко-Мару». 16—20 листопада «Ісудзу» під охороною есмінця «Мотідзукі» пройшов на Трук, де роботи продовжились за допомогою ремонтного судна «Акасі».
8—14 грудня 1942-го «Ісудзу» здійснив перехід до Йокосуки для проведення повноцінного ремонту, а з 11 січня 1943-го роботи продовжились на верфі у Йокогамі. Окрім власне ремонту, провели модернізацію, зокрема зняли дві гармати головного калібру та встановили замість них спарену 127-мм зенітну установку та дві строєні установки 25-мм зенітних автоматів. 7 травня «Ісудзу» полишив Йокогаму, після чого протягом місяця провадив тренування. При цьому з 20 січня 1943-го Ісудзу рахувався у 16-й дивізії крейсерів, а з 1 квітня був включений до 14-ї дивізії крейсерів.
11 червня 1943-го «Ісудзу» вийшов з Йокосуки для допомоги авіаносцю «Хійо», торпедованому ворожим підводним човном біля східного узбережжя Японії. У підсумку крейсер та 2 есмінці супроводили «Хійо» до порту Татеяма.
16—21 червня 1943-го «Ісудзу» разом з 7 есмінцями здійснював ескортування великого угруповання (3 ескортні авіаносці, 2 лінкори та 2 важкі крейсери) з Японії на Трук, одночасно корабель перевозив чотири з половиною сотні морських піхотинців. На підході до пункту призначення підводний човен «Сперфіш» дав по загону безрезультатний чотириторпедний залп, при цьому «Ісудзу» ухилився від двох торпед.
22—28 червня 1943-го «Ісудзу» разом з іншим легким крейсером та 2 есмінцями здійснили рейс до острова Науру та назад на Трук. Метою походу була доставка підкріплень, зокрема, Ісудзу висадив тих саме бійців 2-го батальйону морської піхоти ВМБ Йокосука, яких привіз із Японії. 16—22 липня Ісудзу разом з одним есмінцем здійснив інший круговий рейс до Науру, на який доставив три з половиною сотні бійців та 200 тонн вантажів.
24—28 липня «Ісудзу» здійснив вихід з Трука для допомоги танкеру «Тонан-Мару №3», який був торпедований субмариною. Крейсер привів «Тонан-Мару № 3» на буксирі на Трук, тоді як есмінець «Асанагі» забезпечував їх охорону.
15—19 серпня 1943-го «Ісудзу» виконав транспортний рейс до Рабаула та назад, а 5 вересня вирушив разом з легким крейсером «Нака» для доставки військ і припасів на Маршаллові острова. З 7 по 19 вересня Ісудзу перебував на атолі Кваджалейн, а з далі до 24 вересня здійснив разом з «Нака» рейс до атолів Мілі та Вотьє. 25—26 вересня крейсери пройшли на атол Джалуїт, який полишили 29 числа та 3 жовтня вернулись на Трук.
6 жовтня 1943-го «Ісудзу» виходив з Труку до торпедованого танкера «Кадзахая», який, втім, добила ворожа субмарина ще до прибуття допомоги.
Невдовзі Ісудзу залучили до операції «Тей Го», метою якої була доставка з Азії значних військових контингентів для підсилення ряду гарнізонів Океанії. 8—18 жовтня 1943-го крейсер пройшов через Токусіму (острів Сікоку) до Шанхаю. Тут Ісудзу приєднався до «Нака» та двох транспортів, а 21—28 жовтня цей же загін перейшов назад на Трук як другий ешелон конвою «Тей № 4 Го», при цьому на Нака перевозили майже п'ять сотень бійців. 23 жовтня у Східнокитайському морі загін перехопив американський підводний човен «Шед», який випустив по крейсерах і транспортах 10 торпед, проте жодна з них не влучила в ціль.
1 листопада 1943-го переформатований «Тей № 4 Го» попрямував на південь, а 3 листопада за сотню кілометрів на північ від Кавієнга (друга за значенням японська база в архіпелазі Бісмарка на північному завершенні острова Нова Ірландія) став ціллю для ворожої авіації. Транспорт «Кійосумі-Мару», на якому везли понад тисячу бійців, втратив хід і був узятий «Ісудзу» на буксир. Крім того, різні кораблі по максимуму розвантажили «Кійосумі-Мару», зокрема «Ісудзу» прийняв дві сотні осіб та 4 полкові гармати. Під вечір 4 листопада крейсер довів пошкоджене судно до Кавієнга. Розвантажившись, Ісудзу ще до завершення доби вийшов з кількома іншими кораблями у напрямку Рабаула та за півтора десятка кілометрів від Кавієнга підірвався на міні, виставленій підводним човном «Сілверсайдс». Крейсер отримав пошкодження корпусу, дві гармати головного калібру виявились заклинені (можливо відзначити, що тоді ж на мінному полі загинули гідрографічне судно «Цукусі» і транспорт «Рюосан-Мару», а есмінець «Ісокадзе» дістав пошкодження).
Втім, «Ісудзу» зміг продовжити виконання завдання та 5 листопада 1943-го був вже у Рабаулі, де збирались сили для нової контратаки проти сил вторгнення на острів Бугенвіль, де союзники висадились 1 листопада (в ніч проти 2 листопада наявні в Рабаулі сили вже здійснили невдалу контратаку, яка завершилась боєм у затоці Імператриці Августи). Того ж 5 числа Рабаул став ціллю для американського авіаносного з'єднання, унаслідок удару якого 5 важких крейсерів, які тільки-но прибули з Труку, отримали пошкодження, що фактично остаточно нейтралізувало загрозу для сил вторгнення на Бугенвіль (хоча японське командування помилково вважало, що ворожі сили суттєво послаблені внаслідок бою 2 листопада). Ісудзу дістав незначні пошкодження внаслідок обстрілу, після чого 6—8 листопада прямував на Трук, де пройшов аварійний ремонт.
20 листопада 1943-го великі сили союзників розпочали операцію захоплення островів Гілберта. 21—22 листопада Ісудзу, ще один легкий крейсер та два есмінці пройшли до острова Понапе (східні Каролінські острови), де прийняли на борт 1,5 тисячі бійців, після чого 25 листопада прибули до атола Кваджалейн та стали очікувати сприятливих обставин, щоб доправити підкріплення на Тараву (головний опорний пункт японців у зазначеному архіпелазі). Втім, японське командування так і не наважилось ввести в дію надводні сили, а Тарава впала після важкої триденної битви. У підсумку 1 грудня доправлених з Понапе бійців висадили на атолі Мілі, після чого «Ісудзу» прибув 2 грудня на Кваджелейн. Тут він перебував і у наступні кілька діб, коли 4—5 грудня атол став ціллю для рейду авіаносного з'єднання. У ніч проти 5 числа Ісдузу атакували літаки з авіаносців «Йорктаун» та «Лексінгтон», які змогли уразити корабель трьома бомбами. Вийшла з ладу одна із гармат головного калібру, як запобіжний захід на тлі пожежі довелось затопити кормовий погріб боєзапасу, унаслідок близьких вибухів пошкоджено кермове управління, а максимальна швидкість впала до 12 вузлів. Під час атаки загинуло 20 членів екіпажу.
Кілька діб «Ісудзу» проходив на Кваджелейні аварійний ремонт, а 9—12 грудня у супроводі кайбокана (фрегата) «Амакуса» здійснив перехід на Трук, де роботи продовжились за сприяння ремонтного судна «Акасі». 17—23 січня 1944-го «Ісудзу» пройшов до Японії для повноцінного відновлення. При цьому його призначили для перетворення на крейсер ППО, для чого з 1 травня по 14 вересня на верфі у Йокогамі зняли всі 140-мм гармати головного калібру та катапульту, натомість змонтували дві спарені 127-мм зенітні гарматні установки та збільшили кількість стволів 25-мм зенітних автоматів до 38 у 11 строєних та 5 одинарних установках. Ісудзу отримав модернізований радар ППО та радар надводного спостереження, а також більш потужне торпедне озброєння із двох чотиритрубних 610-мм апаратів (стандартним торпедним озброєнням крейсерів типу «Нагара» були чотири двотрубні 533-мм апарати).
При цьому з 4 березня 1944-го «Ісудзу» формально належав до Флоту Центрально-тихоокеанської зони, який мав обороняти Маріанські острови та Палау (захід Каролінських островів), віднесені до головного захисного периметра Імперії. 12 червня американці висадились на Сайпані, після падіння якого у першій половині липня зазначений Флот розформували. З 20 серпня Ісудзу став флагманським кораблем 31-ї ескадри протичовнової оборони.
Певний час крейсер провадив тренування у Внутрішньому Японському морі, а тим часом союзники розпочали вторгнення на Філіппіни. 20 жовтня 1944-го «Ісудзу», ще 2 легкі крейсери та 8 есмінців вийшли з Японії на південь для супроводу з'єднання адмірала Одзави, яке включало 4 авіаносці та 2 переобладнані лінкори-авіаносці. Усі вони разом мали тільки сотню літаків, при цьому головною метою загону Одзави було відволікання на себе основних сил супротивника, щоб дозволити з'єднанню адмірала Куріти, яке рухалось через внутрішні моря Філіппін, атакувати транспорти вторгнення. 25 жовтня головні сили Одзави були знищені у Філіппінському морі в битві біля мису Енгано. Вранці Ісудзу невдало намагався узяти на буксир пошкоджений літаками авіаносець «Тітосе», а після загибелі останнього підібрав 480 моряків з його команди. Потім Ісудзу певний час супроводжував легкий крейсер «Тама», який отримав влучання авіаційною торпедою, проте був відкликаний для допомоги іншому авіаносцю «Тійода» («Тама» у підсумку залишився без ескорту та був добитий підводним човном). У випадку з «Тійодою» «Ісудзу» також невдало спробував узяти його на буксир, а потім підготувався до прийому екіпажу з цього важко пошкодженого корабля. Втім, через наближення ворожих крейсерів та есмінців капітан Ісудзу вирішив екстрено відбути, а «Тійода» був розстріляний артилерією та загинув з усім екіпажем. Ввечері, коли Ісудзу провадив порятунок моряків з інших авіаносців, він був обстріляний артилерією американських крейсерів та отримав незначні пошкодження, загинуло 13 членів екіпажу. 27 жовтня Ісудзу прибув на Окінаву, а 29 числа був вже у Куре.
Після ремонту у Куре «Ісудзу» разом з есмінцем «Момо» вирушив 14 листопада до Південно-Східної Азії та 18 числа прибув до Маніли. Наступного дня кораблі вийшли до Брунею, при цьому за сотню кілометрів від Манільської бухти американський підводний човен «Хейк» дав шеститорпедний залп та поцілив Ісудзу однією торпедою. На кораблі було важко пошкоджене кермове управління, загинуло 32 члени екіпажу. Після аварійного ремонту у морі Ісдзу під ескортом «Момо» узяв курс на Сінгапур, куди прибув 23 листопада. Тут провели тимчасовий ремонт, після чого крейсер 10—12 грудня прямував до Сурабаї, де до початку квітня 1945-го проходив завершальне відновлення. При цьому з 25 березня корабель підпорядкували Флоту 10-ї зони, створеному для управління японськими силами в Індонезії та Індокитаї.
4 квітня 1945-го «Ісудзу» у супроводі торпедного човна «Карі» та тральщиків W-12 і W-34 вирушив з Сурабаї для того, щоб перевезти армійський підрозділ з Купангу (острів Тимор) на острів Сумбава (на півдорозі між Тимором та Явою). Невдовзі після виходу загін був виявлений «вовчою зграєю» із трьох американських підводних човнів, проте сили протичовнової авіації попередили атаку. Втім, подальші пересування японців відстежувались, оскільки 5 квітня загін помітили з австралійського літака. 6 квітня «Ісудзу» прийняв у Купанзі військовослужбовців та відбув назад до Сумбави. На світанку в районі на північ від цього острова він був атакований 10 нідерландськими бомбардувальниками, проте отримав лише незначні пошкодження від близьких розривів. Ісудзу зайшов до затоки Біма (північно-східне узбережжя Сумбави), де розвантажився та рушив через море Флорес до острова Флорес (лежить на схід від Сумбави). На цьому переході він був атакований бомбардувальниками австралійських ВПС і отримав пряме влучання бомбою, яка, втім, не здетонувала, зате через пошкодження від близьких розривів прийшлось перейти на ручне управління кермом. Тим часом «вовча зграя» продовжила полювання на загін «Ісудзу» причому до неї приєдналась британська субмарина. У другій половині 6 квітня «Ісудзу» перебував у протоці між островами Сумбава та Комодо (невеликий острівець між Сумбавою та Флорес), де по загону випустив дев'ять торпед підводний човен «Бесуго». Він не поцілив крейсер, проте одна з торпед потопила тральщик W-12. Загін Ісудзу знову зайшов до затоки Біма, звідки рушив у перші години 7 квітня. Цей вихід був зафіксований радаром підводного човна «Чарр», який попередив про вороже пересування субмарину «Габілен». На самому початку ранку остання випустила 5 торпед, одна з яких поцілила Ісудзу. Почалось надходження води у корпус, максимальна швидкість впала до 10 вузлів. За дві години по цьому до місця бою прибув «Чарр», який випустив 4 торпеди та досягнув ще двох влучань у Ісудзу. Через 16 хвилин крейсер розломився, а ще за 3 хвилини затонув. Загинуло 190 членів екіпажу, 449 моряків були врятовані «Карі» та W-34.